# Instrukcja techniczna O-3
Instrukcja techniczna O-3 – standard techniczny w geodezji w Polsce, obowiązujący na podstawie rozporządzenia Ministra Spraw Wewnętrznych i Administracji z dnia 24 marca 1999 (Dz.U. z 1999 r. nr 30, poz. 297), zbiór wytycznych dotyczących zasad kompletowania dokumentacji geodezyjnej i kartograficznej. Ostatnim wydaniem jest wydanie II z 1992 wprowadzone zarządzeniem Ministra Gospodarki Przestrzennej i Budownictwa z 4 lutego 1992 w sprawie wprowadzenia do stosowania instrukcji technicznej 0–3 "Zasady kompletowania dokumentacji geodezyjnej i kartograficznej". W związku z wprowadzeniem ustawy o infrastrukturze informacji przestrzennej z 4 marca 2010, standardy techniczne jako przepisy wykonawcze zachowują moc do 8 czerwca 2012.

## Przepisy
Przepisy instrukcji O-2 ustalają zasady porządkowe, dotyczące kompletowania przez wykonawcę dokumentacji technicznej powstałej w wyniku wykonania prac geodezyjnych i kartograficznych.
Całość dokumentacji powstałej w wyniku wykonywania prac geodezyjnych i kartograficznych dzieli się na:
1. akta postępowania przeznaczone dla wykonawcy,
2. dokumentację techniczną przeznaczoną dla zamawiającego,
3. dokumentację techniczną przeznaczoną do ośrodka,
4. dokumentację przeznaczoną dla organu prowadzącego operat ewidencji gruntów i budynków.

Instrukcja wyodrębnia grupy asortymentowe, według których kompletowana jest dokumentacja przekazywana do właściwego miejscowo ośrodka dokumentacji geodezyjnej i kartograficznej:
- osnowy geodezyjne (poziome i wysokościowe),
- osnowy grawimetryczne i magnetyczne,
- mapa zasadnicza,
- ewidencja gruntów i budynków,
- ewidencja geodezyjna sieci uzbrojenia terenu,
- gleboznawcza klasyfikacja gruntów,
- rozgraniczenia i podziały nieruchomości,
- scalenia i wymiany gruntów,
- pomiary realizacyjne i geodezyjna obsługa inwestycji,
- opracowanie i aktualizacja map topograficznych,
- inne opracowania

i rozdziela na grupy funkcjonalne:
- zasób bazowy ZB – do którego wchodzą źródłowe dokumenty geodezyjne i kartograficzne, będące podstawą do wykonywania innych prac,
- zasób użytkowy ZU – do którego wchodzą dokumenty geodezyjnej kartograficzne, służące do bezpośredniego udostępniania,
- zasób przejściowy OT – do którego wchodzą nie należące do zasobu bazowego i użytkowego pomocnicze dokumenty geodezyjne i kartograficzne[a].

Instrukcja nie obejmuje zasad kompletowania:
1. dokumentacji technicznej powstałej w wyniku prac geodezyjnych i kartograficznych nie podlegających obowiązkowi zgłaszania i przekazywania,
2. dokumentacji technicznej przekazywanej na potrzeby obronne kraju w trybie przewidzianym odrębnymi przepisami.